# Claire Favan
Claire Favan, née le 12 avril 1976 à Paris, est une femme de lettres française, auteure de roman policier.

## Biographie
Claire Favan vit à Paris et exerce dans la finance[réf. souhaitée]. Elle écrit ses romans durant ses loisirs.
En 2010, elle publie son premier roman, Le Tueur intime, premier volume d'un diptyque consacré au tueur en série Will Edwards. Avec ce roman, elle est lauréate du Grand prix VSD du polar 2010 et du prix Sang pour Sang Polar en 2011.
Elle participe à l'écriture d'un cadavre exquis, Les Aventures du Concierge masqué, publié en 2013 [réf. souhaitée]. Avec le collectif Les Auteurs du noir, elle publie trois nouvelles dans les recueils Santé, Irradié et [Dons].

## Œuvre

### Romans

#### DiptyqueWill Edwards
- Le Tueur intime. Paris : les Nouveaux auteurs, 03/2010, 668 p.  (ISBN 978-2-917144-56-5) Rééditions : Prisma, 2010 ; Points Thriller n° 2585, 03/2011, 636 p.  (ISBN 978-2-7578-2101-5) ; France loisirs, coll. « France loisirs poche », 2020 ; Pocket Thriller n° 17976, 03/2020, 736 p.  (ISBN 978-2-266-31006-2)
- Le Tueur de l'ombre. Paris : les Nouveaux auteurs, 03/2011, 535 p.  (ISBN 978-2-8195-0074-2) Rééditions : Pocket Thriller no 15944, 03/2014, 550 p.  (ISBN 978-2-266-25001-6) ; Pocket Thriller hors commerce, 10/2018, 550 p.  (ISBN 978-2-266-29492-8)

#### Autres romans
- Apnée noire. Paris : Éd. du Toucan, coll. « Toucan noir », 01/2014, 381 p.  (ISBN 978-2-8100-0572-7) Réédition : Pocket Thriller no 16036, 02/2015, 379 p.  (ISBN 978-2-266-25169-3)
- Miettes de sang. Paris : Éd. du Toucan, coll. « Toucan noir », 01/2015, 408 p.  (ISBN 978-2-8100-0618-2) Réédition : Pocket Thriller no 16431, 02/2016, 349 p.  (ISBN 978-2-266-26168-5)
- Serre-moi fort. Paris : Robert Laffont, coll. « La Bête noire », 02/2016, 371 p.  (ISBN 978-2-221-19039-5) Rééditions : Le Grand Livre du mois, 2016, 371 p.  (ISBN 978-2-286-13176-0) ; Pocket Thriller n° 16810, 02/2017, 401 p.  (ISBN 978-2-266-27164-6)
- Dompteur d'anges. Paris : Robert Laffont, coll. « La Bête noire », 02/2017, 415 p.  (ISBN 978-2-221-19734-9) Rééditions : France loisirs, 2017, 445 p.  (ISBN 978-2-298-13859-7) ; Pocket Thriller n° 17103, 02/2018, 436 p.  (ISBN 978-2-266-27988-8)
- Inexorable / préf. Gabriel Favan. Paris : Robert Laffont, coll. « La Bête noire », 10/2018, 369 p.  (ISBN 978-2-221-21709-2) Rééditions : Éd. de Noyelles, 2019, 382 p.  (ISBN 978-2-298-15586-0) ; Pocket Thriller n° 17494, 10/2019, 379 p.  (ISBN 978-2-266-29218-4)
- Les Cicatrices. Paris : HarperCollins, coll. « Harper Collins noir », 03/2020, 368 p.  (ISBN 978-2-280-44120-9) Réédition : Pocket Thriller n° 18150, 03/2021, 397 p.  (ISBN 978-2-266-31528-9)
- La Chair de sa chair. Paris : HarperCollins, coll. « Harper Collins noir », 03/2021, 352 p.  (ISBN 979-10-339-0830-2)
- De nulle part, Harper Collins, 384p. octobre 2022  (ISBN 9791033912002)
- Le Roi du silence, Harper Collins, 2024

### Nouvelles
- La Promotion, dans Nouvelles intrigues : policier, thriller / collectif. Paris : les Nouveaux auteurs, 11/2011, p. 39-67.  (ISBN 978-2-8195-0173-2)
- Les Charmettes, dans Santé ! / collectif les Auteurs du noir. Saint-Romain-de-Colbosc : Atelier Mosésu, 05/2013, p. **-**.  (ISBN 979-10-92100-03-7)
- Les Lésions dangereuses / en collaboration avec Pierre Rouffignac et Anthelme Hauchecorne, dans Les Aventures du Concierge masqué / collectif ; sur une idée de Maxime Gillio et David Boidin ; Préface de Maud Tabachnik. Dunkerque : l'Exquise éd. : Atelier Mosésu, coll. « L'Exquise Nouvelle : la saison mix and match ; saison 3 », 09/2013, p. 159-167.  (ISBN 978-2-9545737-0-0).  (ISBN 979-10-92-100-54-9) (Atelier Mosésu).
- Atom'hic, dans Irradié, anthologie sous la direction de Fabien Hérisson. Saint-Romain-de-Colbosc : Atelier Mosésu, coll. « Les auteurs du noir », 05/2014, p. **-**.  (ISBN 979-10-92100-32-7)
- Le Fil d'Ariane, dans [Dons] / collectif les Auteurs du noir. Saint-Romain-de-Colbosc : Atelier Mosésu, 09/2017, p. **-**.  (ISBN 978-2-37654-001-4)
- La Lunette des toilettes, dans À peine entré dans la librairie... / La Griffe noire. Paris : Télémaque, 06/2018, p. 125-133.  (ISBN 978-2-7533-0357-7)
- Au sommet de la chaîne alimentaire, Les Nouvelles du Lendemain / collectif. Lisle Noir – Cultura, 03/2020, 5 p.
- Le Mur, dans Regarder le noir / sous la direction d’Yvan Fauth. Paris : Belfond, 05/2020, p. 87-109.  (ISBN 978-2-7144-9345-3). Rééd. Harper Collins, coll. « Poche noir » n° 238, 03/2021, p. 85-106.  (ISBN 979-1-0339-0865-4)
- Présumé coupable, dans Témoins oculaires : une photo, un auteur, une histoire. Paris : Alibi. 11/2022, p. 32-50.  (ISBN 978-24915-0656-8)

### Collectifs
- Le Livre, c'est... / par 120 autrices et auteurs ; textes illustrés par Jack Koch ; préf. Franck Thilliez. Paris : Fleuve noir éditions, mars 2024.  (ISBN 978-2-265-15800-9)

## Prix et distinctions

### Prix
- Grand prix VSD du polar 2010 pour Le Tueur intime[2]
- Prix Sang pour Sang Polar 2011 pour Le Tueur intime[3]
- Prix Griffe noire pour  Serre-moi fort[4]
- Grand Prix du Festival Sans Nom 2021 pour La Chair de sa chair[5]
- Grand Prix Iris noir Bruxelles pour Le Roi du silence.[réf. nécessaire]